# Intrusion

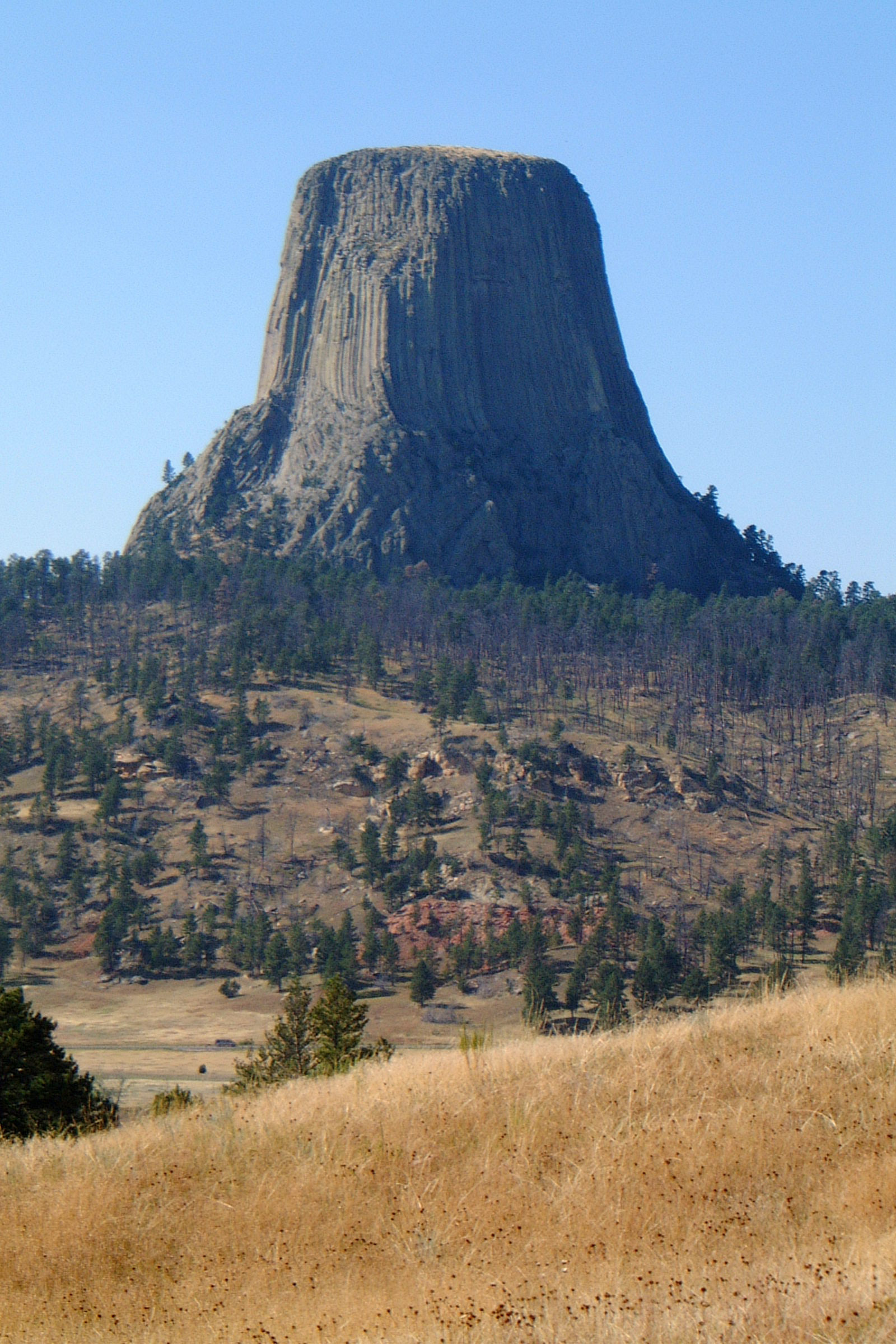
Devils Tower i Wyoming i USA är en magmatisk intrusion, som är frilagd genom erosion av kringliggande bergarter

Intrusion (nylat. intru’sio, av lat. intru’do 'tränga in') eller intrusiv betecknar både processen att magma tränger in i en bergartsmassa, och den magmatiska bergartskropp som uppkommer genom förloppet.

## Plutonism
Magma har en lägre densitet än den redan bildade berggrunden och kan långsamt tränga upp i denna. Det omgivande berget är på dessa djup plastisk (mjuk och formbar) och fyller igen hålrummet efter den uppträngande magman. Till slut får magman svårt att tränga högre upp, stelnar efterhand (vanligen mellan på ett djup mellan 5 och 20 km) och bildar en pluton, en sammanhängande magmatisk bergart. Detta förlopp kallas plutonism.

## Gångbergarter
I en gång har magma trängt in i sprickor och svaghetszoner i en stelnad berggrund. Detta kan ha sin grund i såväl plutonism som vulkanisk aktivitet.

## Exponerade intrusiva bergarter
Magmatiska bergarter har generellt sett en hög motståndskraft mot vittring och erosion. När den omgivande berggrunden, till exempel en sedimentär bergart, har eroderat bort blottläggs den intrusiva bergarten. En batolit är en frilagd pluton med en yta på mer än 100 km², är den mindre benämns den med det engelska begreppet stock. Batoliter är vanligen omkring 10 km tjocka, men kan sträcka sig ända ner till 20 km. Såväl batoliter som stocks är vanligen förgreningar av en magmakropp som inte är exponerad. Ett exempel är Almungemassivet i Uppsala kommun.

## Intrusionskrater
Om magman i en intrusion (diapir) sjunker tillbaka innan den stelnat bildas ett hålrum i berggrunden. När den omgivande berggrunden eroderat bort framträder hålrummet som en krater. Exempel är Åvakratern (Ängskärsfjärden) i Brändö kommun på Åland och Mossalakratern i Houtskärs kommun i Åboland.